# Pedro de Freitas Branco (músico)
Pedro de Freitas Branco (Lisboa, 23 de Fevereiro de 1967). É um cantor, compositor e escritor português. Pedro é bisneto do compositor Luís de Freitas Branco. 

## Carreira
Estudou na Escola Superior de Teatro e Cinema (Conservatório de Lisboa), tendo integrado, como ator, o Grupo de Teatro Maizum. Estagiou como jornalista no semanário O Independente, e foi redator/repórter do programa de TV TOP Mais (RTP). Foi autor e guionista de televisão, especialmente na área da ficção nacional, iniciando a atividade em 1990 e tendo participado em projetos como Barba e Cabelo (SIC), Vitaminas (RTP), Camilo e Filho (SIC), Papeis Reciclados-Herman José (SIC), ou Anúncios do Outro Mundo (TVI). Em 1992 fundou o grupo de música pop/rock Pedro e os Apóstolos, trabalhando simultaneamente como compositor, guitarrista e vocalista. Integrou também o coletivo Heróis do Rock, como cantor, numa parceria com a Liga Portuguesa Contra a SIDA. É co-autor da coleção de aventuras juvenis Os Super 4 - com António Avelar de Pinho. É autor dos romances A Vida em Stereo e o Segredo dos Beatles, co-autor, com Abel Soares Rosa e Jorge Nogueira, de The Rolling Stones - A Discografia Portuguesa a 45 RPM, e autor de Sobreviventes-O Rock em Portugal na Era do Vinil. Vive no Rio de Janeiro, onde ministrou cursos de cultura Pop na Casa do Saber, e apresenta o projeto musical WHITE - com Alexandre Costa Reis.

## Discografia
Com Pedro e os Apóstolos
- Mesmo Para Quem Não é Crente (Vidisco, 1996)
- Momentos (Vidisco, 1998)
- Faz Figas - O Que Fica do Que Foi (Road Records/Vidisco, 1999)
- Formigas em Férias (Road Records/Vidisco, 2002)
Com White
- Rocking Land (WhiteRecords, 2009)
- Paint Your Soul (WhiteRecords, 2024)

## Livros
- Num Beco sem Saída (Super 4, Bertrand/Editorial Presença, 1995)
- Sangue Secreto (Super 4, Bertrand/Editorial Presença, 1995)
- A Canção do Golfinho (Super 4, Bertrand/Editorial Presença, 1995)
- Perdidos na Amazónia (Super 4, Bertrand/Editorial Presença, 1996)
- O Pirata da TV (Super 4, Bertrand/Editorial Presença, 1996)
- O Mistério de Foz Côa (Super 4, Editorial Presença, 1997)
- SOS Clonagem (Super 4, Editorial Presença, 1997)
- Pânico na Expo (Super 4, Editorial Presença, 1998)
- O Beijo Roubado (Super 4, Editorial Presença, 1998)
- A Maldição dos 30 Dinheiros (Super 4, Editorial Presença, 1999)
- Quem Roubou o Arco-Íris? (Super 4, Editorial Presença, 1999)
- O Poço dos Espíritos (Super 4, Editorial Presença, 2000)
- A Marca da Caveira (Super 4, Editorial Presença, 2003)
- Revelação Macabra (Super 4, Editorial Presença, 2003)
- Tensão no Euro 2004 (Super 4, Editorial Presença, 2004)
- O Feitiço da Vespa (Super 4, Editorial Presença, 2004)
- Famosa e Rebelde (Super 4, Editorial Presença, 2004)
Todos os acima indicados foram escritos em parceria com António Avelar de Pinho.
- A Vida em Stereo (Editorial Presença, 2004)
- O Segredo dos Beatles (Editorial Presença, 2006)
- The Rolling Stones - Discografia Portuguesa a 45 RPM - em parceria com Abel Soares Rosa e Jorge Nogueira (Edição de autor, 2011)
- Sobreviventes - O Rock em Portugal na Era do Vinil (Marcador, 2019)

## Prefácios e Textos
- A Maior Banda do Rock Português - 30 anos, de António Murteira da Silva e Rui Costa (Prefácio - 2009)
- The Beatles - Discografia Portuguesa a 45 RPM, de Abel Soares Rosa (Texto - 2010)
- Bookstage - Nos Bastidores do Rock Português, de Luís Silva do Ó e Bruno Gonçalves Pereira (Introdução - 2012)
- Com os Beatles Caro Jó, de Luís Pinheiro de Almeida (Texto/Prefácio - 2019)